# Mesquita Haji Heybat
La Mesquita Haji Heybat (en àzeri: Hacı Heybət məscidi) és una mesquita històrica del segle XVIII. Forma part de la Ciutat Vella de Bakú, capital de l'Azerbaidjan. És un monument d'importància local, segons el Registre nacional de monuments històrics, amb núm. 2167.

## Història
La mesquita fou construïda el 1791 (el 1206 del calendari de l'Hègira), per l'arquitecte Hаji Hеybat Amir Ali Oghlu.

## Característiques arquitectòniques
La mesquita és petita i se situa en una franja inclosa entre la disputa de barris, a prop del Palau dels Xirvanxàs. En el plànol, té forma de quadrilàter. Consta d'un vestíbul quadrat, una cambra de servei i una sala de culte amb fornícules.
L'estructura arquitectònica de la mesquita és d'estil local i pertany a l'Escola d'Arquitectura Xirvan-Apsheron. També consta de cúpules de pedra i arcs apuntats. L'entrada és d'expressió senzilla, amb corona i inscripcions sobre temes de l'Alcorà i amb informació sobre l'arquitecte, que indiquen el valor de la mesquita. Dins la sala de culte, en un dels xamfrans, hi ha una tomba de l'arquitecte i la seua esposa. El 1998 es van descobrir dues cambres durant les excavacions arqueològiques.

## Galeria

Vistes de la mesquita
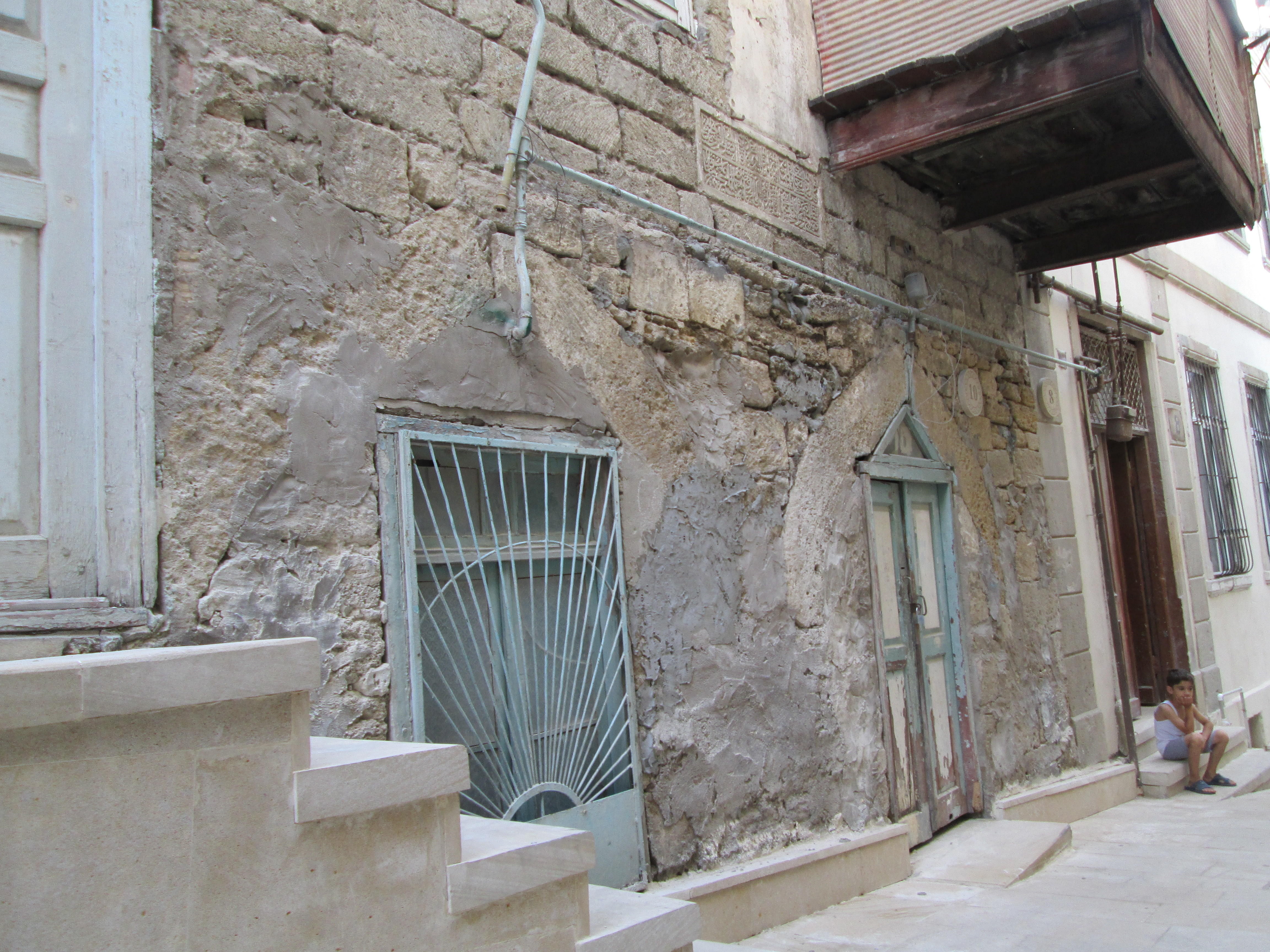
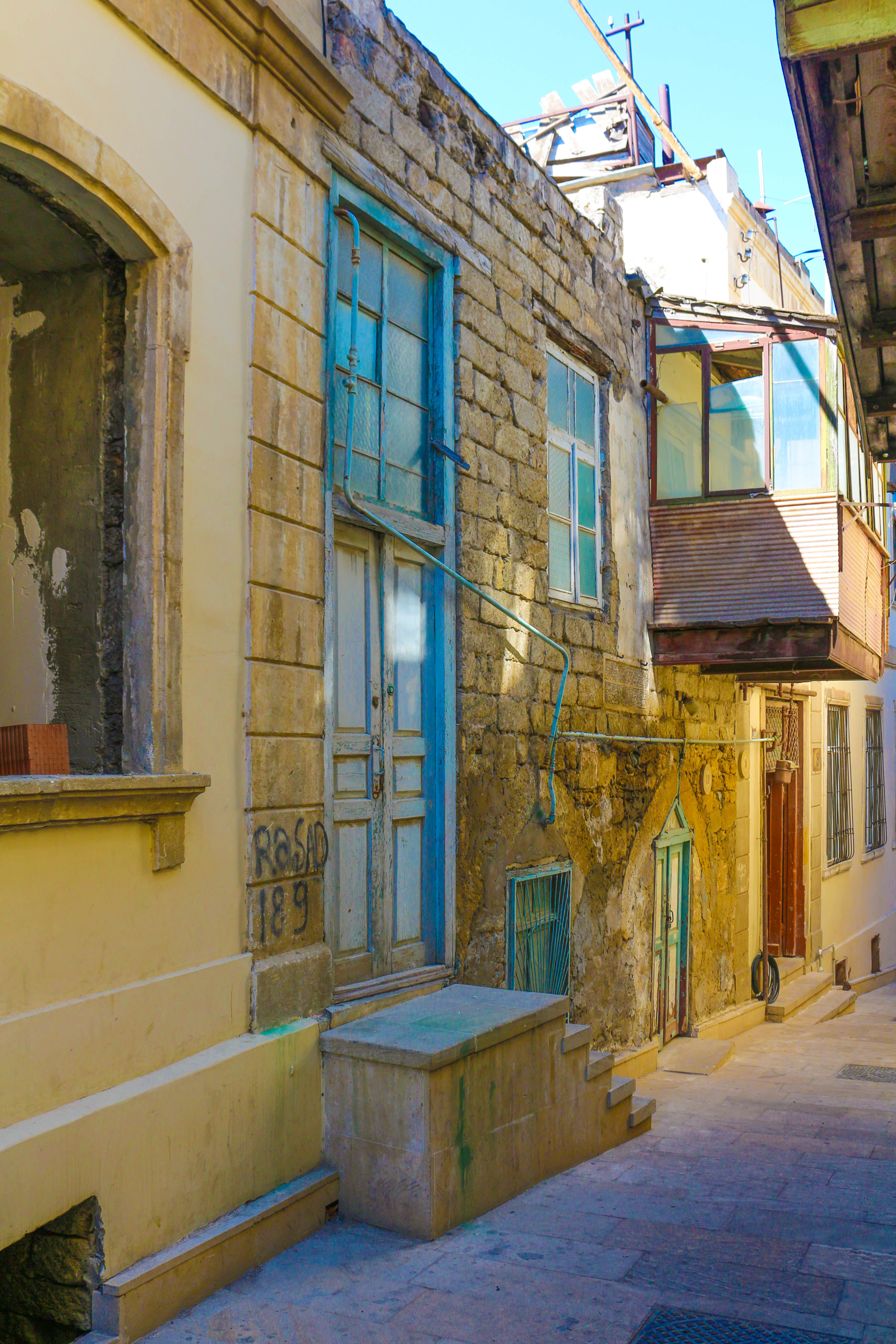
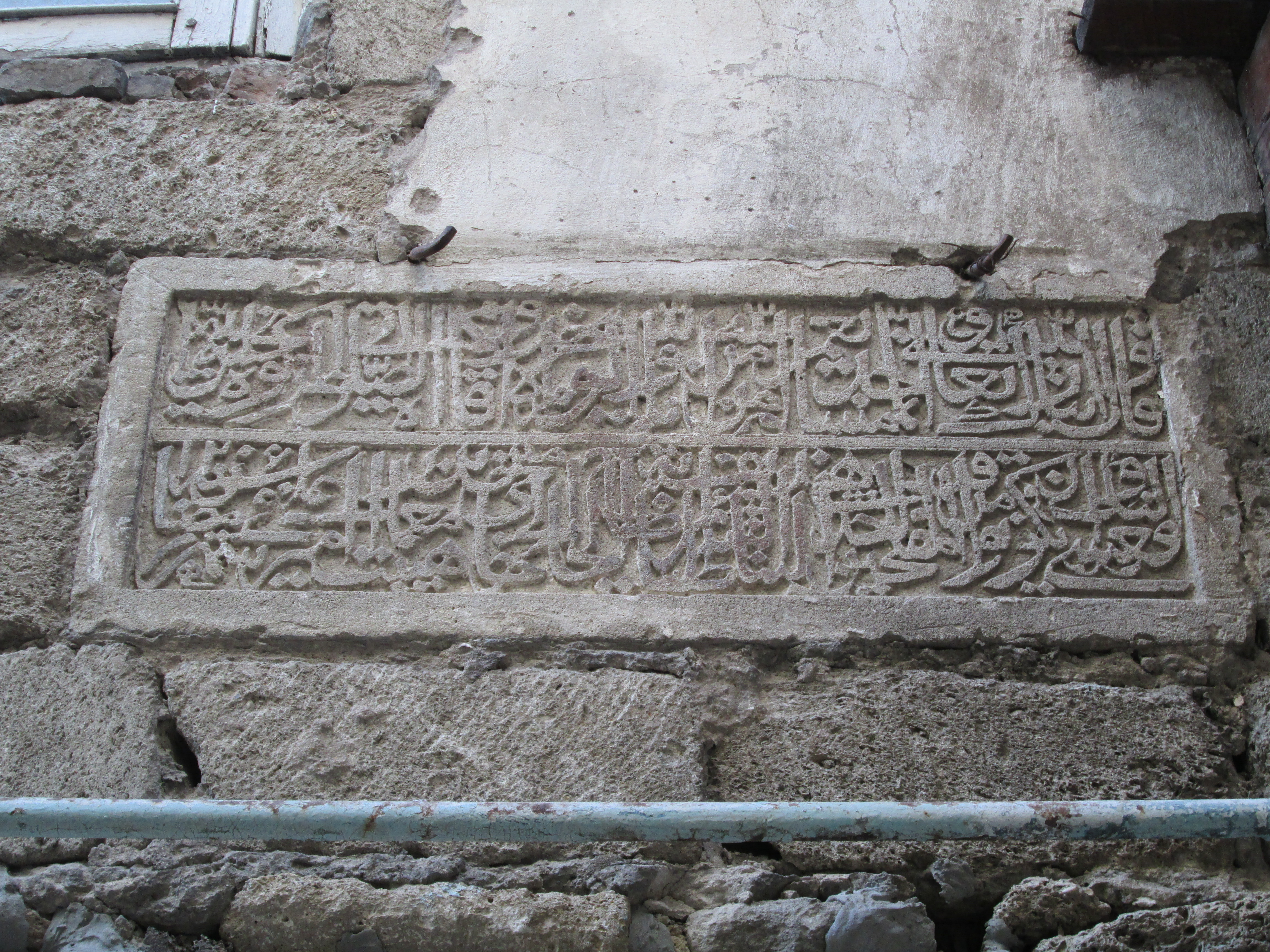
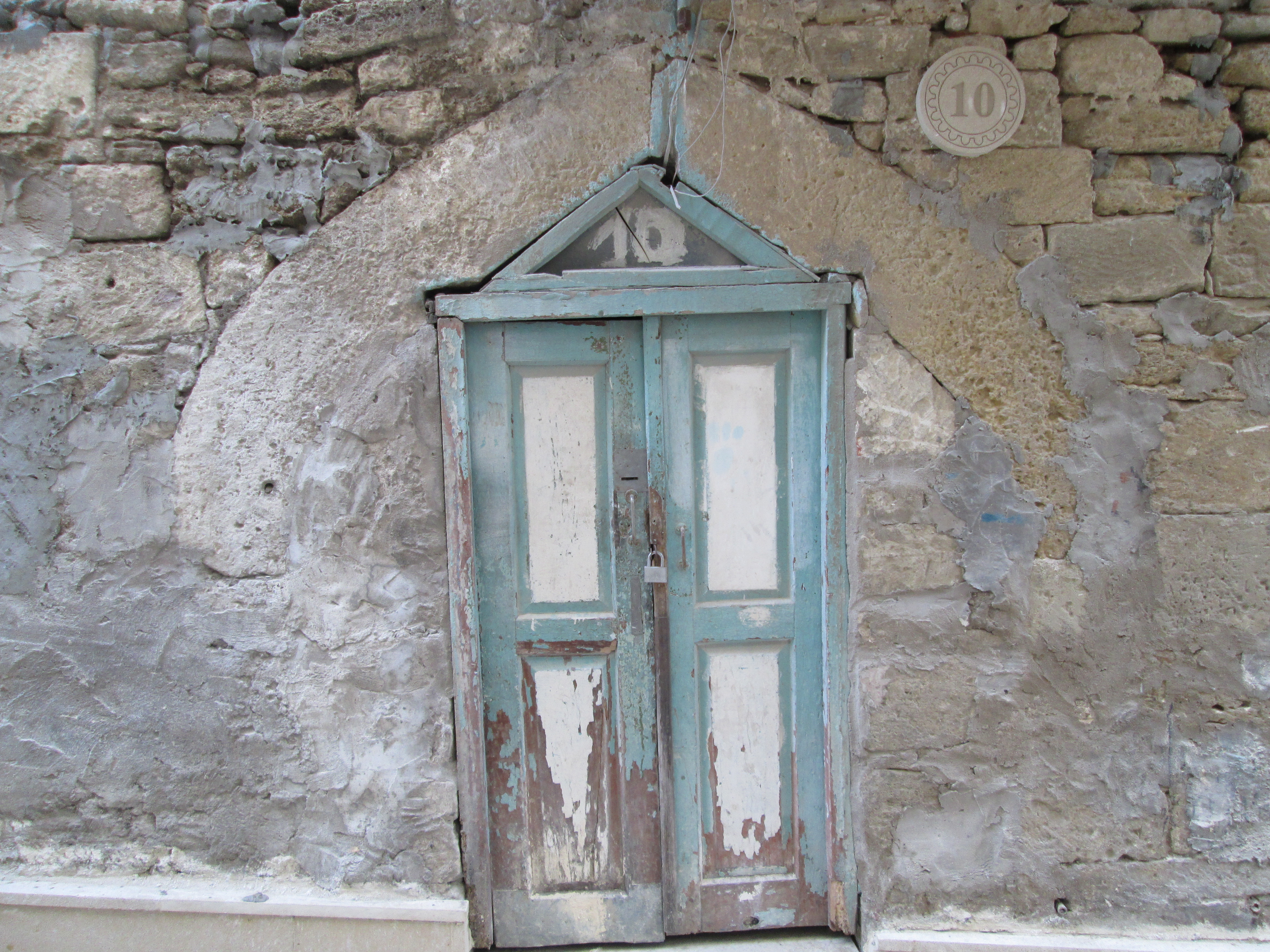